# Лаунгйёкюдль
Ла́унгйёкюдль или Лаунгйёкудль (исл. Langjökull, в пер. Длинный ледник) — второй по величине ледник в Исландии.
Лаунгйёкюдль имеет площадь 1025 км² и является вторым по величине ледником Исландии. Расположен в западной части Исландского плато, севернее долины Хёйкадалюр. Под льдами Лаундёкюдля лежат две вулканические системы — западная и восточная. Западная система находится в районе вулкана Престахнукюр, восточная — в районе Тьофадалур. В последний входит высокотемпературный геотермальный участок Хваравеллир на трассе Кьёлур. Ледник пересекает также горная гряда Ярлхеттур, которую хорошо видно из долины Хаукадалур. Лаунгйёкюдль возвышается на 1450 м над уровнем моря и питает несколько рек, включая Хвитау и Эльвюсау.
Доступ к леднику наиболее удобен через долину Кальдидалур, а также по трассе Кьёлур, проложенную между ледниками Лаунгйёкюдль и Хофсйёкюдль. У подножия ледника расположено озеро Хагаватн.
Лангайекудль сокращается из-за глобального потепления, и некоторые учёные опасаются, что ледник может исчезнуть в течение 150 лет.

## Дороги
Две горных дороги, открытые летом, ведущие к леднику: Kaldidalur и Kjölur.
Дорога Kaldidalur (дорога номер 550), проходящая между западной частью ледника и горой Ок — старейшая из официальных горных дорог Исландии.